# LXI edición de los Premios Ariel
La 61°. entrega de los Premios Ariel organizada por la Academia Mexicana de Artes y Ciencias Cinematográficas (AMACC), se celebró el 24 de junio de 2019 en la Cineteca Nacional de la Ciudad de México . El 23 de abril se dio a conocer la lista de nominados por las actrices Fernanda Castillo y Verónica Toussaint.
En esta ceremonia se entregaron premios en 25 categorías, donde las categorías de Mejor actor de cuadro y Mejor actriz de cuadro se han eliminado nuevamente. Por otro lado las categorías de Mejor revelación masculina y Mejor revelación femenina fueron fusionadas para dejar solo la categoría de Mejor revelación actoral.
En la ceremonia se reconoció con el Ariel de Oro al actor Héctor Bonilla, la guionista Paz Alicia Garciadiego y el sonidista Nerio Barberis.
Para esta ceremonia, se inscribieron un total de 144 trabajos: 66 largometrajes entre animación, documental y ficción; 64 cortometrajes; y 14 películas iberoamericanas.

## Premios y nominaciones múltiples
| Película                          | Nominaciones | Premios |
| --------------------------------- | ------------ | ------- |
| Roma                              | 15           | 10      |
| Las niñas bien                    | 14           | 4       |
| Museo                             | 14           | 1       |
| La camarista                      | 10           | 1       |
| De la infancia                    | 7            | 2       |
| Bayoneta                          | 6            | 0       |
| Nuestro tiempo                    | 5            | 0       |
| Ana y Bruno                       | 3            | 1       |
| Hasta los dientes                 | 3            | 1       |
| El día de la unión                | 3            | 0       |
| Mente revólver                    | 2            | 0       |
| Cría puercos                      | 2            | 0       |
| Los días más oscuros de nosotras  | 2            | 0       |
| Witkin y Witkin                   | 2            | 0       |
| Ayotzinapa, el paso de la tortuga | 2            | 0       |
| Ocho de cada diez                 | 1            | 1       |
| El club de los insomnes           | 1            | 0       |
| Restos de viento                  | 1            | 0       |
| Cygnus                            | 1            | 0       |
| El habitante                      | 1            | 0       |
| La gran promesa                   | 1            | 0       |

## Nominados y ganadores
Indica el ganador dentro de cada categoría, mostrado al principio y resaltado en negritas. A continuación se listan los nominados:
| Mejor película Presentado por: Arturo Ripstein. | Mejor dirección Presentado por: Arturo Ripstein. |
| --- | --- |
| - Roma - Espectáculos fílmicos El Coyúl - La camarista - FOPROCINE, Bambú audiovisual, La Panda & Bbbilly - Las niñas bien - Woo Films (Esteban Corp) - Museo - Panaroma Global, Youtube Originals, Detalle Films, Ring Cine, Distant Horizon - Nuestro Tiempo - Mantarraya Producciones, No Dream Cinema                                 | - Alfonso Cuarón por Roma - Lila Avilés por La camarista - Alejandra Márquez Abella por Las niñas bien - Alonso Ruizpalacios por Museo - Carlos Reygadas por Nuestro Tiempo                                                         |
| Mejor actor Presentado por: Adriana Barraza. | Mejor actriz Presentado por: Adriana Barraza. |
| - Noé Hernández por Ocho de cada diez - Luis Gerardo Méndez por Bayoneta - Damián Alcázar por De la infancia - Baltimore Beltrán por Mente revólver - Gael García Bernal por Museo | - Ilse Salas por Las niñas bien - Concepción Márquez por Cría puercos - Gabriela Cartol por La camarista - Sophie Alexander-Katz por Los días más oscuros de nosotras - Yalitza Aparicio por Roma                                   |
| Mejor coactuación masculina Presentado por: Maya Zapata. | Mejor coactuación femenina Presentado por: Maya Zapata. |
| - Leonardo Ortizgris por Museo - Ernesto Gómez Cruz por De la infancia - Flavio Medina por Las niñas bien - Hoze Meléndez por Mente revólver - Jorge Antonio Guerrero por Roma | - Marina de Tavira por Roma - Cassandra Ciangherotti por El club de los insomnes - Teresa Sánchez por La camarista - Cassandra Ciangherotti por Las niñas bien - Paulina Gaitán por Las niñas bien                                  |
| Mejor revelación actoral Presentado por: Maya Zapata. | Mejor película de animación Presentado por: Johanna Murillo y Tenoch Huerta. |
| - Benny Emmanuel por De la infancia - Agustina Quinci por La camarista - Alan Uribe por La camarista - Bernardo Velasco por Museo - Nancy García por Roma | - Ana y Bruno dir. Carlos Carrera - El ángel en el reloj dir. Miguel Ángel Uriegas - La leyenda del Charro Negro dir. Alberto "Chino" Rodríguez - Ahí viene cascarrabias dir. Andrés Couturier                                      |
| Mejor guion original Presentado por: Gabriela de la Garza. | Mejor guion adaptado Presentado por: Gabriela de la Garza. |
| - Alfonso Cuarón por Roma - Lila Avilés, Juan Márquez por La camarista - Alejandra Márquez Abella por Las niñas bien - Alonso Ruizpalacios, Manuel Alcalá por Museo - Carlos Reygadas por Nuestro Tiempo | - Silvia Pasternac, Carlos Carrera, Fernando Javier León Rodríguez por De la infancia - Carlos Carrera, Flavio González Mello por Ana y Bruno                                                                                       |
| Mejor fotografía Presentado por: Joaquín Cosío. | Mejor montaje Presentado por: Joaquín Cosío. |
| - Alfonso Cuarón por Roma - Carlos F. Rossini por La camarista - Dariela Ludlow por Las niñas bien - Damián García por Museo - Diego García por Nuestro Tiempo | - Alfonso Cuarón, Adam Gough por Roma - Pedro G. García por Hasta los dientes - Omar Guzmán por La camarista - Miguel Schverdfinger por Las niñas bien - Yibrán Asuad por Museo                                                     |
| Mejor música Presentado por: Leticia Huijara. | Mejor diseño de arte Presentado por: Fernanda Castillo. |
| - Tomás Barreiro por Las niñas bien - Victor Hernández Stumpfhauser por Ana y Bruno - Topias Tiheasalo por Bayoneta - Tomás Barreiro por Museo - Jacobo Lieberman por Witkin y Witkin | - Eugenio Caballero, Bárbara Enríquez, Oscar Tello, Gabriel Cortés por Roma - Salvador Parra por De la infancia - Claudio Ramírez Castelli por Las niñas bien - Sandra Cabriada por Museo - Alisarine Ducolomb por Restos de viento |
| Mejor vestuario Presentado por: Fernanda Castillo. | Mejor maquillaje Presentado por: Fernanda Castillo. |
| - María Annai Ramos Maza por Las niñas bien - Anna Terrazas por Bayoneta - Mariestela Fernández por De la infancia - Malena de la Riva por Museo - Anna Terrazas por Roma | - Pedro Guijarro Hidalgo por Las niñas bien - Adam Zoller por Bayoneta - Roberto Ortiz por El día de la unión - Itzel Peña García por Museo - Anton Garfias por Roma                                                                |
| Mejores efectos visuales Presentado por: Daniela Schmidt y Mauricio Ochmann. | Mejores efectos especiales Presentado por: Daniela Schmidt y Mauricio Ochmann. |
| - Sheldon Stopsack, David Griffiths por Roma - Raúl Prado por Bayoneta - Charlie Iturriaga, Cynthia Navarro por De la infancia - Marco Rodríguez por El día de la unión - Adriana Benítez por Museo | - Alejandro Vázquez por Roma - Yoshiro Hernández por Cygnus - Ricardo Arvizu por El día de la unión - Luis Eduardo Ambriz por El habitante - Roberto Flores por La gran promesa                                                     |
| Mejor sonido Presentado por: Leticia Huijara. | Mejor ópera prima Presentado por: Damián Alcázar. |
| - Jorge Antonio García, Sergio Díaz, Skip Lievsay, Craig Henigham por Roma - Alejandro de Icaza por Bayoneta - Alejandro de Icaza, Anuar Yahya por Las niñas bien - Javier Umpierrez, Isabel Muñoz Cota, Jaime Baksht, Michelle Couttolencpor Museo - Raúl Locatelli, Carlos Cortés, Jaime Baksht, Michelle Couttolenc por Nuestro tiempo | - La camarista por Lila Avilés - Cría puercos por Ehécatl Garage - Hasta los dientes por Alberto Arnaut - Los días más oscuros de nosotras por Astrid Rondero Martínez - Ayotzinapa, el paso de la tortuga por Enríque García Meza  |
| Mejor Largometraje Documental Presentado por: Johanna Murillo y Tenoch Huerta. | Mejor cortometraje documental Presentado por: Miguel Rodarte. |
| - Hasta los dientes por Alberto Arnaut - Ayotzinapa, el paso de la tortuga por Enrique García Meza - Rita, el documental por Arturo Díaz Santana - Rush Hour por Luciana Kaplan - Witkin y Witkin por Trisha Ziff | - Sinfonía de un mar triste por Carlos Morales - 19 de septiembre por Santiago Arau Pontones, Diego Rabasa - Aurora por Laura García - Las visitadoras por Sergio Blanco - M por Eva Villaseñor                                     |
| Mejor cortometraje de ficción Presentado por: Miguel Rodarte. | Mejor cortometraje de animación Presentado por: Miguel Rodarte. |
| - Arcángel por Ángeles Cruz - B-167-980-098 por Santiago Arriaga, Mariana Arriaga - El aire delgado por Pablo Giles - El último romántico por Natalia García Agraz - Velvet por Paula Hopf - Videotape por Sandra Reynoso Estrada | - Viva el rey por Luis Téllez - ¿Justicia? por Brandon Axel López - 32-Rbit por Víctor Orozco Ramírez - Gina por David Alejandro Heras - Primos por Federico Gutiérrez Obeso                                                        |
| Mejor película iberoamericana Presentado por: Damián Alcázar. | Ariel de Oro Presentado por: María Rojo, Roberto Fiesco, Marina Stavenhagen. |
| - Pájaros de verano por Ciro Guerra y Cristina Gallego (Colombia) - Campeones por Javier Fesser (España) - El Ángel por Luis Ortega (Argentina) - La noche de los 12 años por Álvaro Brechner (Uruguay) - Las herederas por Marcelo Martinessi (Paraguay)                                                                                 | Héctor Bonilla (Actor) Paz Alicia Garciadiego (Guionista) Nerio Barberis (Sonidista) |